# Подуево
Подуево или Бесиана (алб. Podujevë, Podujeva или Besiana; серб. Подујево, Podujevo) — город в Косово со спорной административной принадлежностью. Впервые Бесиана упоминается Прокопием Кесарийским как воссозданный Юстинианом военный форт. Во время косовского конфликта здесь произошла т. н. Подуевская резня, послужившая одним из поводов для вмешательства НАТО.

## Административная принадлежность
| Сербская позиция                                           | Косовская позиция                            |
| ---------------------------------------------------------- | -------------------------------------------- |
| входит в Косовский округ автономного края Косово и Метохия | входит в Приштинский округ Республики Косово |